# Glee (phim truyền hình)
Glee là một bộ phim truyền hình dài tập thuộc thể loại nhạc kịch và hài-chính kịch của Mỹ được trình chiếu trên kênh Fox. Bộ phim xoay quanh đội văn nghệ trung học New Directions luôn luyện tập và tìm những ý tưởng mới để có thể đại diện trường học của mình tham gia những cuộc thi âm nhạc khác nhau. Dù vậy, những thành viên của nhóm đã phải đối mặt với những vấn đề nảy sinh trong cuộc sống, đặc biệt là về giới tính, tình dục, các mối quan hệ và việc gắn kết các thành viên trong nhóm. Trong mùa đầu tiên của phim có 12 nhân vật chính bao gồm: người sáng lập và dẫn dắt nhóm New Directions – thầy dạy tiếng Tây Ban Nha Will Schuester (Matthew Morrison), huấn luyện viên đội cổ vũ Sue Sylvester (Jane Lynch), giáo viên tâm lý Emma Pillsbury (Jayma Mays), vợ cũ của Will Terri (Jessalyn Gilsig), và tám thành viên của đội hát được thủ vai bởi Dianna Agron, Chris Colfer, Kevin McHale, Lea Michele, Cory Monteith, Amber Riley, Mark Salling và Jenna Ushkowitz. Trong các mùa tiếp theo, số nhân vật chính được mở rộng lên thành 15 người.
Glee được xây dựng bởi bộ ba Ryan Murphy, Brad Falchuk và Ian Brennan. Brennan từng có ý định đưa tác phẩm lên màn ảnh rộng. Cả ba nhà biên kịch đều chắp bút mọi tập phim cho sê-ri, riêng Murphy và Falchuk sau đó còn giữ vai trò đạo diễn chính của phim. Tập đầu tiên của tác phẩm phát sóng vào ngày 19 tháng 5 năm 2009 còn mùa đầu tiên của phim thì lên sóng vào ngày 9 tháng 9 năm 2009 đến ngày 9 tháng 6 năm 2010. Tiếp đó, mùa thứ hai phát sóng lần đầu vào ngày 21 tháng 9 năm 2010 còn mùa thứ ba vẫn chưa được công bố. Glee chủ yếu trình diễn các ca khúc nổi tiếng tại Mỹ và do Murphy chọn lọc, bởi ông người chịu trách nhiệm về việc phát sóng ca khúc trên truyền hình và cân bằng ca khúc đó trên các bảng xếp hạng âm nhạc. Bên cạnh anh là nhà sản xuất âm nhạc, Adam Anders. Những ca khúc này đều được bán thông qua iTunes Store nội trong tuần phát sóng tập phim ấy, còn về các album thì do hãng Columbia Records phát hành trong giai đoạn trình chiếu bộ phim. Phần nhạc của Glee gặt hái rất nhiều thành công khi tiêu thụ hơn 36 triệu đĩa đơn trực tuyến cùng 11 triệu album. Những sản phẩm khác của bộ phim gồm DVD, đĩa Blu-ray, bộ sách dành cho thanh niên, ứng dụng iPad và trò chơi hát karaoke trên Wii.
Trong khoảng thời gian trình chiếu mùa thừ nhất, Glee nhận được khá nhiều những đánh giá tích cực từ giới phê bình truyền hình khi Metacritic chấm tác phẩm 77/100 điểm dựa trên 18 bài đánh giá chuyên môn. Mùa phim này đã giành 19 đề cử giải Emmy, bốn giải Quả cầu vàng, sáu giải Satellite kèm theo 57 giải thưởng khác, trong đó có hạng mục Giải Quả cầu vàng cho phim truyền hình nhạc kịch hoặc hài kịch xuất sắc nhất, và giải Emmy cho Jane Lynch, cùng nhân vật khách mời Neil Patrick Harris và màn chỉ đạo của Murphy trong tập thí điểm. Năm 2011, bộ phim lại tiếp tục đoạt một giải Quả cầu vàng cho phim truyền hình nhạc kịch hoặc hài kịch xuất sắc nhất. Hai diễn viên Jane Lynch và Chris Colfer đều thắng một giải Quả cầu vàng cho hạng mục Nữ diễn viên phụ xuất sắc nhất và nam diễn viên phụ xuất sắc nhất; kế đó Matthew Morrison và Lea Michele cũng lần lượt nhận đề cử cho nam diễn viên chính xuất sắc nhất và nữ diễn viên chính xuất sắc nhất. Kênh Fox còn lựa chọn tác phẩm để trình chiếu vào khung giờ vàng sau sự kiện Super Bowl XLV đình đám vào năm 2011.
Ngày 17 tháng 10 năm 2013, ngay sau cái chết bất ngờ của Cory Monteith và màn tri ân anh trong tập "The Quarterback" được lên sóng, Murphy tuyên bố rằng mùa thứ 6 sẽ là mùa cuối cùng của sê-ri. Ngày 20 tháng 3 năm 2015, Glee đã chính thức kết thúc với 121 tập phim và hơn 700 ca khúc được thể hiện.

## Tổng quan
| Mùa | Mùa | Số tập | Số tập | Phát sóng gốc       | Phát sóng gốc       | Tổng số lượt theo dõi trung bình bao gồm cả DVR (triệu người) | Xếp hạng |
| Mùa | Mùa | Số tập | Số tập | Phát sóng lần đầu   | Phát sóng lần cuối  | Tổng số lượt theo dõi trung bình bao gồm cả DVR (triệu người) | Xếp hạng |
| --- | --- | ------ | ------ | ------------------- | ------------------- | ------------------------------------------------------------- | -------- |
|     | 1   | 22     | 22     | 19 tháng 5 năm 2009 | 8 tháng 6 năm 2010  | 9,77                                                          | 33       |
|     | 2   | 22     | 22     | 21 tháng 9 năm 2010 | 24 tháng 5 năm 2011 | 10,11                                                         | 43       |
|     | 3   | 22     | 22     | 20 tháng 9 năm 2011 | 22 tháng 5 năm 2012 | 8.71                                                          | 56       |
|     | 4   | 22     | 22     | 13 tháng 9 năm 2012 | 9 tháng 5 năm 2013  | 8,26                                                          | 50       |
|     | 5   | 20     | 20     | 26 tháng 9 năm 2013 | 13 tháng 5 năm 2014 | 4,57                                                          | 105      |
|     | 6   | 13     | 13     | 9 tháng 1 năm 2015  | 20 tháng 3 năm 2015 | 3,14                                                          | 148      |

Loạt phim xoay quan một đoàn ca vũ đạo của một trường trung học, hay còn được biết đến là câu lạc bộ glee, trong trường trung học William McKinley hưu cấu tại Lima, Ohio.

## Diễn viên và nhân vật
Trong khi tuyển diễn viên cho Glee, Murphy muốn tìm kiếm một nam diễn viên thể hiện được tâm huyết của nhân vật. Thay vì tổ chức một buổi tuyển diễn viên, ông lại dành ba tháng theo dõi tại Broadway và tìm được Matthew Morrison, người xuất hiện trong vở kịch Hairspray và The Light in the Piazza; Lea Michele, người xuất hiện trong Spring Awakening; và Jenna Ushkowitz, người xuất hiện trong phiên bản mới của vở kịch The King and I.

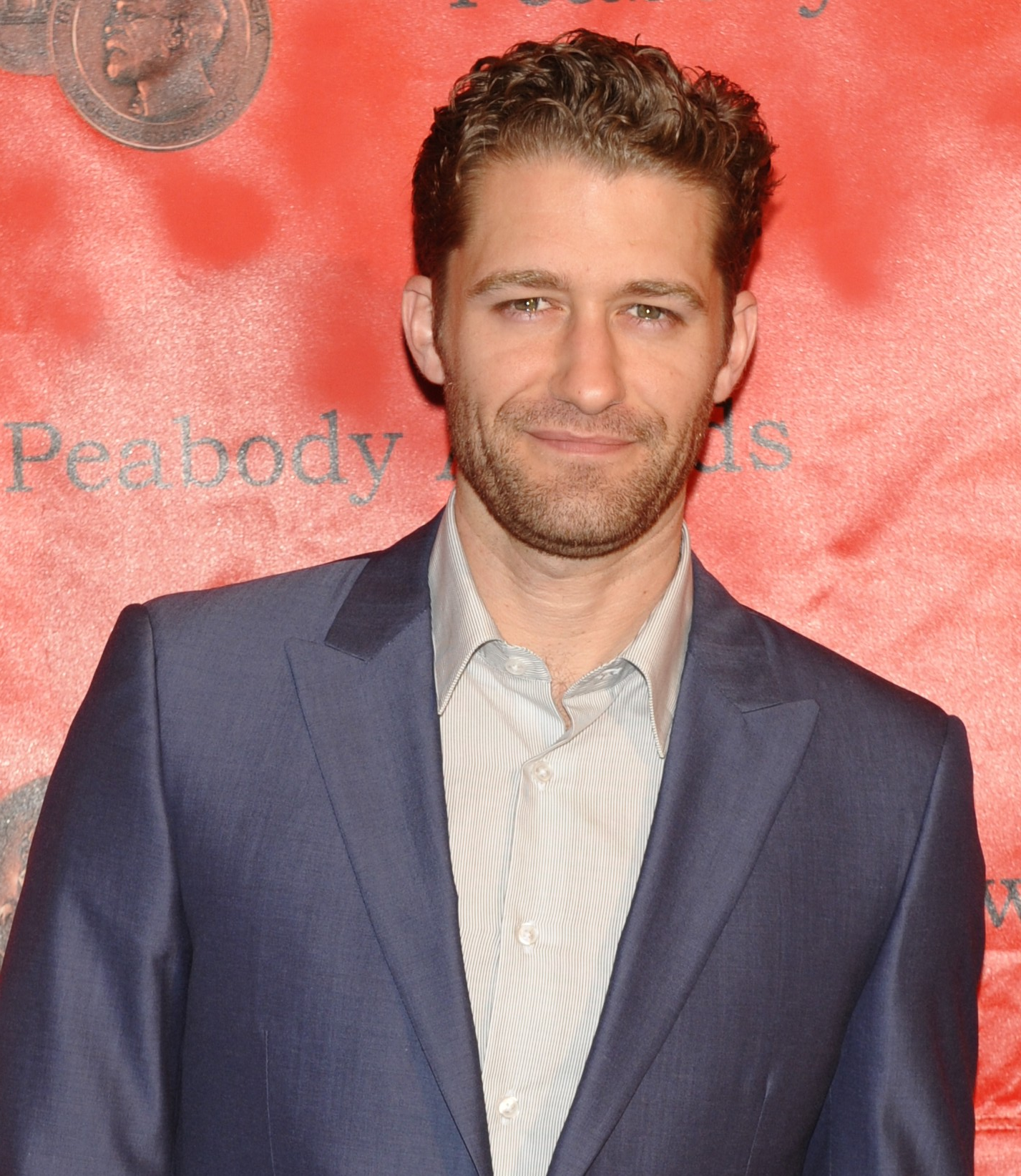
Morrison đã được chọn vào bộ phim sau thời gian ba tháng Murphy tuyển chọn những diễn viên tại Broadway.

Anh đồng thời cũng tuyển chọn những nam diễn viên dù không có kinh nghiệm như có thể hát, nhảy và diễn tốt. Chris Colfer cũng vậy, nhưng Murphy đã viết một nhân vật nữa trong bộ phim để dành cho anh. Jayma Mays cũng đã tham gia buổi tuyển chọn với ca khúc "Touch-a, Touch-a, Touch-a, Touch Me" trong The Rocky Horror Show. Trong khi đó, Cory Monteith chỉ gửi cho họ một cuốn phim mà anh diễn xuất, nhưng chỉ trong vòng vài giây, anh đã nhận được một đề nghị gửi một đoạn băng thể hiện tài năng trình diễn của mình. Trong đoạn băng ấy, anh đã hát "phiên bản tầm thường của video ca nhạc thập niên 80" "Can't Fight This Feeling" do REO Speedwagon trình bày. Kevin McHale đến từ một nhóm nhạc bè nam, họ từng là một phần của ban nhạc Not Like Them. Anh giải thích về sự đa dạng về thể loại của nhóm nhạc cũng như tính nhạc trong bộ phim: "Đó chính là sự hòa trộn giữa nhiều thể loại khác nhau: rock cổ điển, những thứ hiện đại, R&B. Kể cả những bản nhạc kịch cũng được tái dựng. Và bạn sẽ không bao giờ nhận ra nó." Jane Lynch ban đầu chỉ định nhận một vai phụ trong bộ phim, nhưng sau đó đã trở thành vai chính khi tập phim mở đầu của Damon Wayans cho kênh ABC. Sau đó, dàn diễn viên của bộ phim đã ký hợp đồng để xuất hiện trong ba bộ phim điện ảnh của Glee với điều khoản là "[Diễn viên] phải thực hiện ba bộ phim điện ảnh độc quyền cho kênh Fox, [diễn viên] không thể thay đổi hợp đồng sau khi đã ký." Murphy cho biết vào tháng 12 năm 2010 rằng ông không hứng thú với việc làm một bộ phim điện ảnh Glee do "cốt truyện" rồi nói thêm rằng, "Tôi có thể làm nó đại loại như một buổi hòa nhạc sống vậy." Glee: The 3D Concert Movie - được ghi hình trong chuyến lưu diễn Glee Live! In Concert! - công chiếu vào ngày 12 tháng 8 năm 2011.

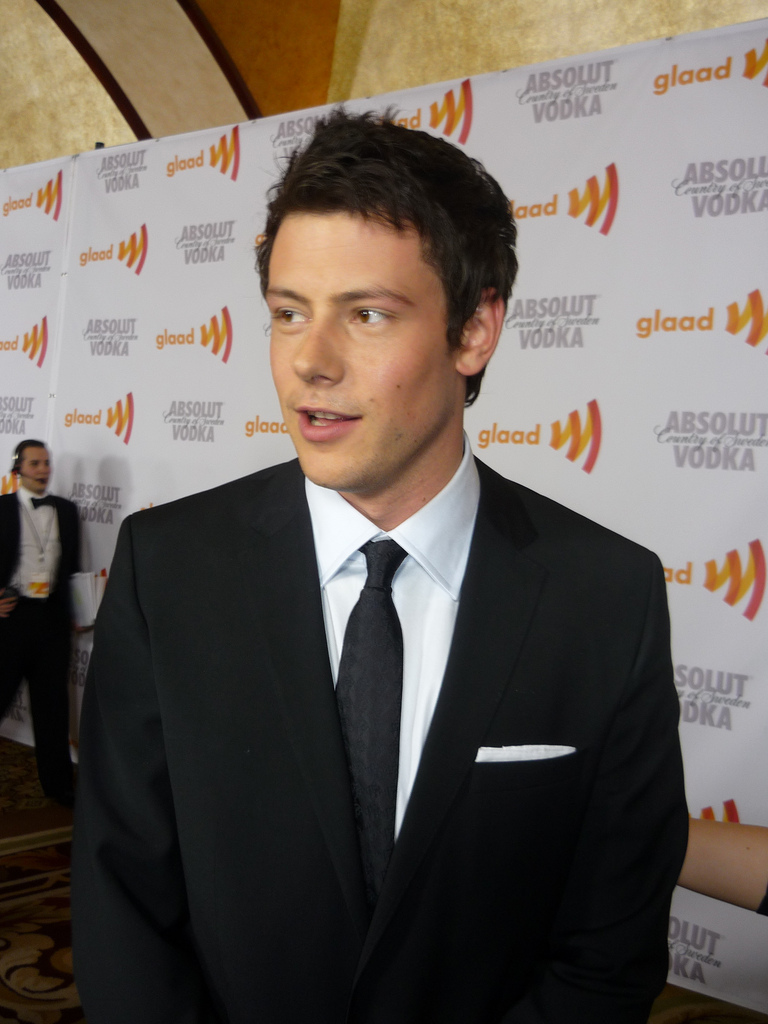
Monteith thủ vai thành viên của đội hát, Finn Hudson.

Glee gồm 12 diễn viên chính. Morrison thủ vai Will Schuester, thầy giáo Tây Ban Nha của trường McKinley High và là người sáng lập đội hát của trường với hi vọng có thể giúp nhóm trở nên thành công như những ngày tháng từng hoạt động. Lynch thủ vai Sue Sylvester, huấn luyện viên của đội cổ vũ "Cheerios" và luôn tìm cách để phá hoại đội hát. Mays thủ vai Emma Pillsbury, là một giáo viên tâm lý bị hội chứng mysophobia (ám ảnh dơ bẩn) nhưng lại có tình cảm với Will, và Jessalyn Gilsig thủ vai Terri Schuester, vợ cũ của Will, người đã bị Will ly hôn vì cô đã giả vờ mang bầu. Lea Michele thủ vai Rachel Berry, một ngôi sao tài năng của đội nhưng bị nhóm cổ vũ và đội bóng bầu dục bắt nạt. Monteith thủ vai Finn Hudson, ngôi sao tiền đạo của đội bóng bầu dục và là người bị bạn bè trêu chọc từ khi tham gia vào đội hát. Trong nhóm còn có Amber Riley trong vai Mercedes Jones, một diva da màu thời trang người thường xuyên phải đảm nhiệm vai trò hát bè; Colfer trong vai Kurt Hummel—một anh chàng đồng tính với kiểu giọng countertenor; McHale trong vai Artie Abrams, một chàng trai thường xuyên chơi guitar và bị liệt ở chân; và Ushkowitz trong vai Tina Cohen-Chang, một học sinh người Mỹ gốc Á và có khả năng giả tật nói. Mark Salling trong vai Noah "Puck" Puckerman, một người bạn thân của Finn trong đội bóng và là người đầu tiên phát hiện ra cậu tham gia đội hát. Nhưng sau đó, cậu cũng đã tự nguyện tham gia vào đội. Dianna Agron trong vai Quinn Fabray, đội trưởng của đội cổ vũ và là bạn gái của Finn, người sau đó cũng đã gia nhập vào đội hát. Naya Rivera và Heather Morris trong vai Santana Lopez và Brittany Pierce, họ đều là thành viên của đội hát và đội cổ vũ. Trong mùa một, họ đã được chọn làm hai diễn viên phụ, cho đến mùa hai, hai người đều xuất hiện trong danh sách những diễn viên chính của bộ phim. Mike O'Malley, người thủ vai cha của Kurt Burt Hummel, đồng thời cũng là nhân vật chính vào mùa hai. Gilsig và O'Malley không còn xuất hiện trong danh sách những diễn viên chính ở đầu mùa ba, dù cho O'Malley là nhân vật khách mời định kỳ trong ít nhất 6 tập của mùa. Có hai diễn viên đã được đẩy lên hàng diễn viên chính của loạt phim trong mùa ba: Harry Shum Jr. trong vai cầu thủ bóng đá kiêm thành viên câu lạc bộ glee, Mike Chang và Darren Criss trong vai những người hay hát líu của Học viện Dalton kiêm thành viên của câu lạc bộ mới Blaine Anderson. Tất cả các diễn viên đều đóng chính, Shum trong mùa đầu và Criss trong mùa hai. Ở mùa ba, Chord Overstreet – người từng bắt đầu làm nhân vật chính trong mùa hai và hóa thân vào vai thành viên câu lạc bộ glee Sam Evans – đã được đẩy lên dàn diễn chính, trong khi Agron và Mays được ghi danh là những diễn viên khách mời định kỳ.
Nhiều nhân vật nguyên gốc đã tốt nghiệp trường McKinley High ở cuối mùa 3. Murphy cho biết, "Chúng tôi không muốn làm một chương trình mà học sinh trung học ở lại trong 8 năm trời. Chúng tôi thực sự muốn trải nghiệm đó phải thật chính xác." Các nhân vật trưởng thành do Matthew Morrison và Jane Lynch thủ vai sẽ vẫn tiếp tục đồng hành cùng loạt phim, dù theo Falchuk, một số học viên—cụ thể là Rachel, Finn và Kurt—nhiều khả năng vẫn góp mặt trên show sau khi họ tốt nghiệp. Tháng 5 năm 2012, Murphy nói rằng chỉ vì chi tiết một nhân vật trong chương trình tốt nghiệp trung học không đồng nghĩa với việc rời trường, "Rất nhiều người viết rằng đã loại Dianna và Amber khỏi show — nhưng họ không hề chia tay show. Tôi nghĩ Amber từng giãi bày về cảm xúc lẫn lộn đó: 'Tôi sẽ không bao giờ ở trong phòng hợp xướng với nhóm người đó nữa.' Ít nhất đó là những gì cô ấy nói với tôi... Khi tôi đọc câu [tweet] đó, tôi liền đính chính "Tôi nghĩ mọi người hiểu sai chuyện rồi." Cô ấy hào hứng với việc nhân vật của mình sẽ tiến triển ra sao. Tôi muốn làm điều đúng đắn cho tất cả bọn họ." Ông tiếp lời: "Tất cả họ đều quay lại. Bất cứ ai là nhân tố đóng chính đang trở lại. Mọi người đều đồng ý."
Ngày 28 tháng 6 năm 2013, truyền thông đưa tin rằng Morris, Riley, Salling và Shum sẽ chuyển từ vị trí đóng chính sang vai trò diễn khách mời ở mùa năm. Vào ngày kế tiếp, Jacob Artist, Melissa Benoist, Blake Jenner, Alex Newell và Becca Tobin (lần lượt thủ vai Jake Puckerman, Marley Rose, Ryder Lynn, Wade "Unique" Adams và Kitty Wilde) đều được tuyển thẳng lên dàn diễn viên chính của show. Ngày 13 tháng 7 năm 2013, Cory Monteith bị phát hiện tử vong tại căn phòng riêng thuộc khách sạn Fairmont Pacific Rim, tọa lạc ở Vancouver, British Columbia. Đội ngũ nhân viên đã được cử tới phòng của nam diễn viên, cũng là nơi thi thể của anh bị phát hiện. Khâu khám nghiệm tử thi kết thúc vào ngày 15 tháng 7 chỉ ra rằng Cory đã qua đời do say rượu và quá liều opioid. Ngày 20 tháng 7 năm 2013, Ryan Murphy phát ngôn trên nhiều phương tiện truyền thông rằng Cory sẽ có một màn tri ân trong tập 3 của mùa năm, qua đó xử lý luôn cái chết của nhân vật Finn mà Monteith đóng. Ngày 30 tháng 7 năm 2013, Mays xác nhận rằng cô sẽ chia tay show sau mùa năm để bắt tay vào các dự án khác, nhưng cho hay cô sẵn sàng tái xuất với tư cách diễn viên khách mời trong tương lai. Ngày 7 tháng 7 năm 2014, có tin xác nhận rằng Rivera sẽ hiện diện ở vị trí diễn chính cho mùa sáu, theo như đề xuất từ cô. Ngày 28 tháng 8, một website tiết lộ rằng Amber Rile sẽ một lần nữa sẽ đóng cặp thường xuyên với Dot-Marie Jones, còn Jayma Mays cũng nằm trong vị trí diễn chính.

## Sản xuất

### Ý tưởng
Ian Brennan "thú nhận" rằng Glee dựa trên những kỷ niệm của ông khi từng là một thành viên đội hát của Trường Trung học Prospect tại Mount Prospect, Illinois. Đầu tiên, ông từng có ý định rằng sẽ thực hiện Glee với tư cách là bộ phim điện ảnh hơn là một bộ phim truyền hình. Ông đã viết nháp kịch bản của bộ phim này vào tháng 8 năm 2005, nhờ vào cuốn sách hướng dẫn Tập viết kịch bản cho mọi người và hoàn tất kịch bản vào năm 2005 nhưng lại không tạo nhiều ấn tượng cho những hãng phim một vài năm liền. Mike Novick – một nhà sản xuất truyền hình và bạn của Brennan đến từ Los Angeles, đồng thời cũng là thành viên của phòng tập mà Ryan Murphy tham gia – đưa kịch bản này của Brennan cho Murphy. Thật trùng hợp rằng Murphy cũng chính là một thành viên của đội hát khi còn học đại học, vì thế ông cảm thấy rất gần gũi với kịch bản này. Murphy cùng đồng nghiệp của mình trong bộ phim Nip/Tuck gợi ý cho Brad Falchuk nên sản xuất Glee thành một tác phẩm truyền hình. Kịch bản sau đó đã được viết lại, và được kênh truyền hình Fox chấp thuận sản xuất sau 15 giờ đồng hồ đọc kịch bản. Murphy cho rằng, một phần nhờ vào chương trình truyền hình thành công, American Idol. Ông phát biểu: "Nó trở thành một làn sóng trên truyền hình cũng đúng thôi, vì đó là chương trình âm nhạc, nó đã đánh thức khoảng trống tĩnh lặng trong khán giả". Murphy và Falchuk sau đó đã trở thành giám đốc sản xuất và là một trong những người thực hiện bộ phim, trong khi đó, Brennan trở thành đồng giám đốc sản xuất và Novick trở thành nhà sản xuất. Brennan, Falchuk và Murphy đã cùng nhau biên kịch tất cả những tập phim trong hai mùa đầu.

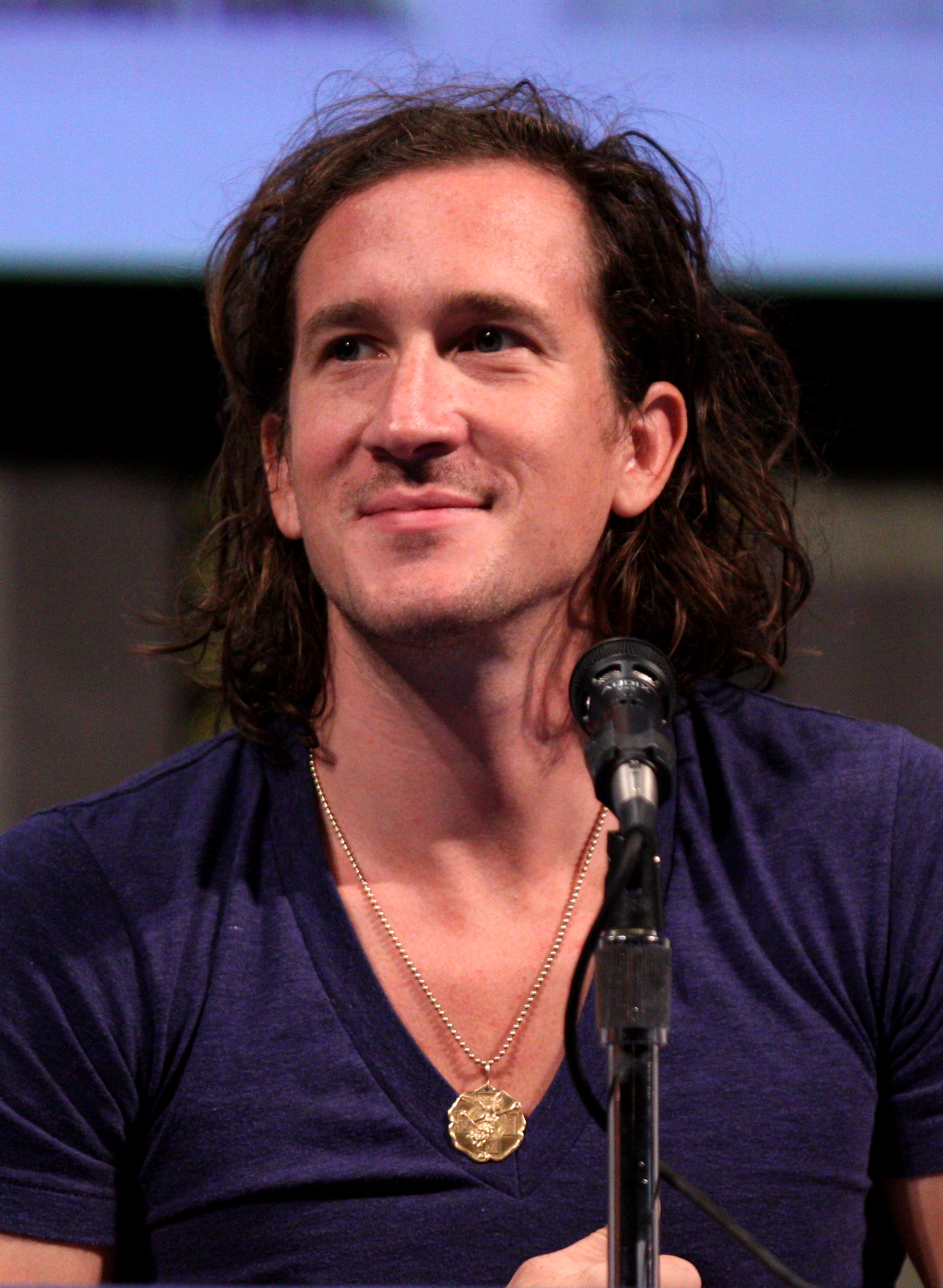
Ian Brennan, nhà giám chế của Glee là người đầu tiên chắp bút kịch bản phim.

Glee lấy bối cảnh tại Lima, Ohio. Murphy đã chọn miền Trung Tây Hoa Kỳ để làm bối cảnh của bộ phim vì ông lớn lên tại Indiana, và địa điểm này khiến nhà biên kịch nhớ về thuở thơ ấu của mình khi ông đến công viên Kings Island tại Ohio. Dù được lấy bối cảnh tại Lima nhưng sê-ri được quay tại Paramount Studios ở Hollywood. Ngoài ra, bộ phim còn bị đem ra so sánh với loạt phim High School Musical, Murphy sau đó cũng đã lên tiếng rằng ông chưa bao giờ xem bộ phim này và chỉ chú tâm vào việc thực hiện những bộ phim nhạc kịch "hậu hiện đại" hơn là "một bộ phim mà các nhân vật xông vào hát." Dù vậy, sê-ri được dựng lên khá giống với bộ phim năm 2001, Chicago. Murphy cũng khá chú tâm về việc thực hiện một chương trình giúp mọi người "giải thoát". Ông giãi bày: "Có rất nhiều chương trình hiện đang phát sóng kể về những người với những cây súng, những người ngoài hành tinh hay những vị luật sư chạy lòng vòng xung quanh. Đây chính một thể loại khác hoàn toàn, đây không phải là những gì đã từng trình chiếu trên các kênh truyền hình hay truyền hình cáp. Thế giới nay đã quá đen tối, vì vậy những Thần tượng Âm nhạc này đã phải vào cuộc. Đây chính là một cuộc giải thoát đến thế giới tươi sáng,". Murphy đồng thời còn chú tâm về việc thực hiện một chương trình truyền hình gia đình cho người lớn và đồng thời cả trẻ nhỏ, được dẫn dắt bởi những nhận vật thanh niên đóng bởi những diễn viên lớn tuổi và ông cũng chuẩn bị trước cho kế hoạch trình chiếu sê-ri này đến ba năm liền.

### Kịch bản
Ba nhà giám chế của phim—Murphy, Falchuk và Brennan—đều thảo luận về cốt truyện cùng nhau. Trong hai mùa đầu tiên, họ là những biên kịch duy nhất; sau khi được ghi công cho tập thí điểm và tập mở màn ở mùa phim chiếu vào mùa thu năm 2009, họ bắt đầu xoay tua phần ghi công tác giả duy nhất một lần, dựa phần lớn vào người "giữ vai trò chính trong việc xây dựng mạch truyện (story breaking) hoặc người viết kịch bản nháp". Brennan lưu ý rằng quá trình sáng tác kịch bản "diễn ra nhanh và cởi mở, chú trọng vào nhịp độ" và như Murphy từng kể về vai trò của họ trong việc giám chế tập phim: "Tôi là bộ não. Brad là trái tim. Còn Ian là khúc xương gây hài" mà theo Brennan đó là cách miêu tả "đúng trên nhiều phương diện". Một số nhân vật được sáng tác bởi một biên kịch nhiều hơn là nhiều biên kịch khác. Brennan chắp bút hầu hết tuyến xây dựng nhân vật Sue, còn Falchuk thường phụ trách viết những phân cảnh giữa Kurt và Burt Hummel, dù Murphy là người góp nhiều ý tưởng cho Kurt. Đầu mùa ba, có một đội ngũ gồm 6 biên kịch được thuê: Ali Adler, Roberto Aguirre-Sacasa, Marti Noxon, Michael Hitchcock, Matt Hodgson và Ross Maxwell. Tập thứ 4 của mùa bốn là "Pot o' Gold" do Adler làm biên kịch, và bà là người đầu tiên không được ghi công là những nhà giám chế của chương trình.

### Âm nhạc và vũ đạo

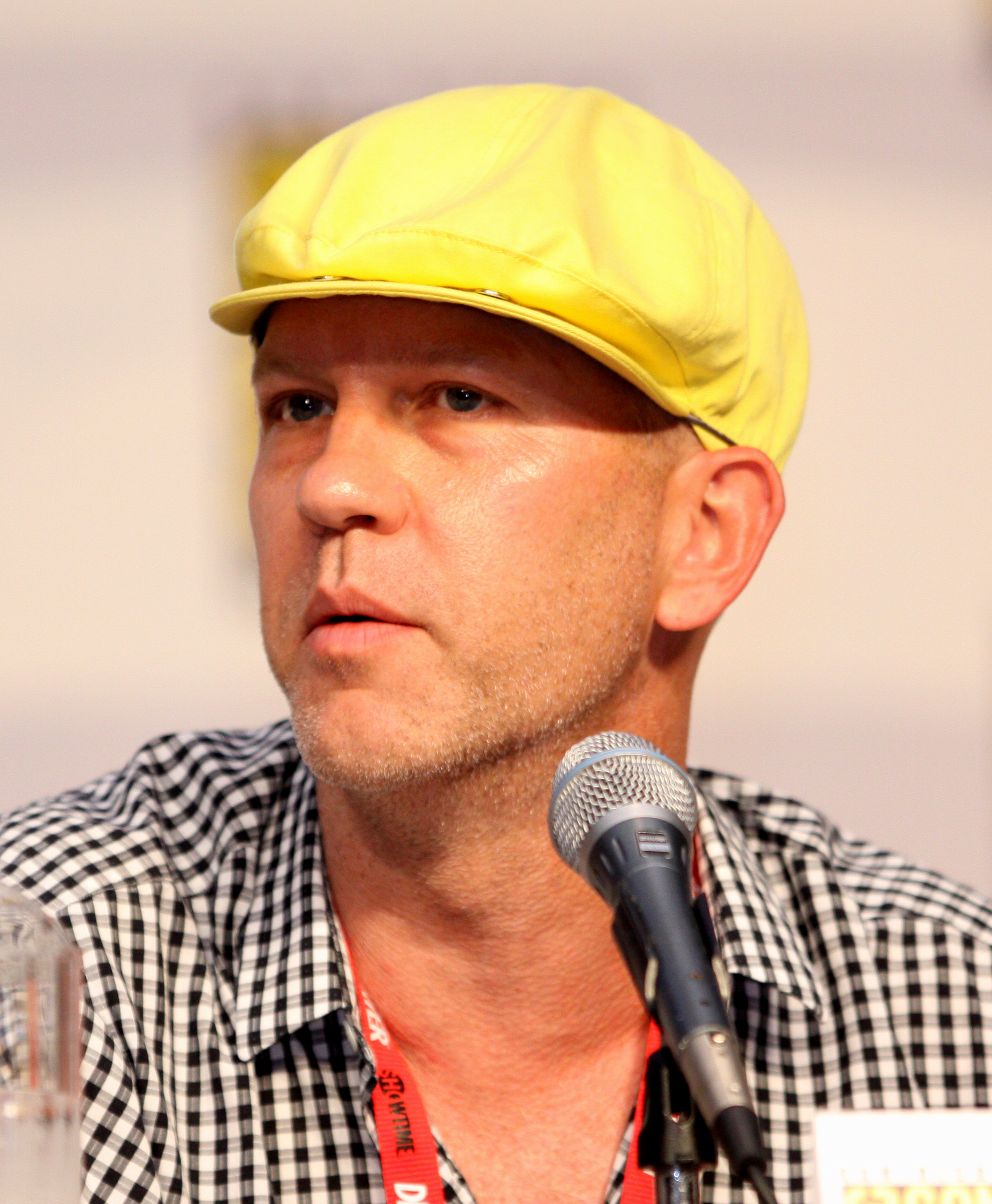
Ryan Murphy chịu trách nhiệm về việc chọn lọc các ca khúc và cân bằng về việc phát sóng ca khúc trên truyền hình và trên các bảng xếp hạng âm nhạc.

Glee có rất nhiều bài hát được tái thể hiện trên màn ảnh nhỏ bởi những nhân vật của loạt phim. Murphy chịu trách nhiệm về việc chọn lọc các ca khúc sẽ được sử dụng trong bộ phim và chịu trách nhiệm về việc phát sóng ca khúc trên truyền hình và cân bằng ca khúc đó trên các bảng xếp hạng âm nhạc, ông phát biểu: "Tôi muốn phải có một thứ gì đó dành cho tất cả mọi người trong mỗi tập phim. Tất cả đều phải hòa hợp một cách khéo léo và nó rất quan trọng — vì sự cân bằng được quyết định bởi nó." Việc lựa chọn ca khúc chính là việc cần thiết để phát triển kịch bản, Murphy giải thích: "Mỗi tập phim đều có một chủ đề cốt lõi. Sau khi tôi viết xong kịch bản, tôi sẽ chọn ca khúc thích hợp để có thể giúp câu chuyện xúc động hơn." Trong bài phỏng vấn năm 2010 của Chris Colfer với Allison Kugel, anh cho rằng "có một vài lần tôi cùng Ryan Murphy (người sáng lập Glee) đã tâm sự về một số câu chuyện từng xảy ra với tôi [thời trung học], sau đó, anh đã thêm những câu chuyện này vào kịch bản của bộ phim. Hay khi anh ấy hỏi tôi ca khúc nào mà bạn muốn trình diễn trong đoạn này hai đoạn kia. Tôi không nghĩ một trong số chúng tôi sẽ trở thành người chỉ đạo hay cố gắng để mang một thứ gì đó cho nhân vật hay trong kịch bản, nhưng chắc chắn họ sẽ sử dụng ý tưởng từ cuộc sống của chúng tôi." Đến mùa hai, bộ phim đã chuyển hướng sử dụng những ca khúc nằm trong Top 40, chính vì vậy mà bộ phim đã gia tăng số lượng người xem trong Nhân khẩu học từ 18–49 tuổi.
Murphy khá bất ngờ về việc chấp thuận sử dụng các ca khúc một cách dễ dàng bởi những hãng đĩa, anh giải thích: "Tôi nghĩ chìa khóa đã giúp khán giả yêu thích chương trình chính là nhờ vào phần giai điệu của các ca khúc. Họ yêu bộ phim vì sự lạc quan và câu chuyện của những lũ trẻ, nhưng chủ yếu họ yêu thích bộ phim này vì chúng tôi đã tái tạo lại những bản nhạc cổ điển cho một thế hệ khán giả mới." Ngược lại, một số nghệ sĩ đã từ chối việc sử dụng của bài hát của họ trong bộ phim này, trong đó có Bryan Adams, Guns N' Roses và Coldplay; nhưng sau đó, vào tháng 6 năm 2010, Coldplay đã đổi lại quyết định của nhóm và cho phép Glee sử dụng những ca khúc của họ. Adams thì lại đăng lên tài khoản Twitter của mình là nhà sản xuất của Glee đã chưa bao giờ xin phép sự yêu cầu của anh hay kêu gọi anh rằng hãy anh hãy "nhấc điện thoại lên đi!". Nhạc sĩ và nhạc công Billy Joel rất thường xuyên cung cấp bài hát của mình để sử dụng cho bộ phim, còn một số nghệ sĩ khác thường cho sê-ri sử dụng miễn phí ca khúc của mình. Loạt album nhạc phim của Glee được phát hành thông qua hãng đĩa Columbia Records. Các ca khúc trong chương trình thường được phát hành dưới dạng tải kỹ thuật số trên iTunes khoảng hai tuần trước khi tập phim mới trình chiếu. Sau đó, các ca khúc này sẽ được phát hành trên những cửa hàng kỹ thuật số và nhạc chuông điện thoại một tuần sau đó. Ngoài ra, nhà sản xuất âm nhạc của Glee Adam Anders đồng thời cũng đã sáng tác hai ca khúc cho bộ phim là "Loser Like Me" và "Get It Right," nằm trong tập phim ngày 15 tháng 3 năm 2011.

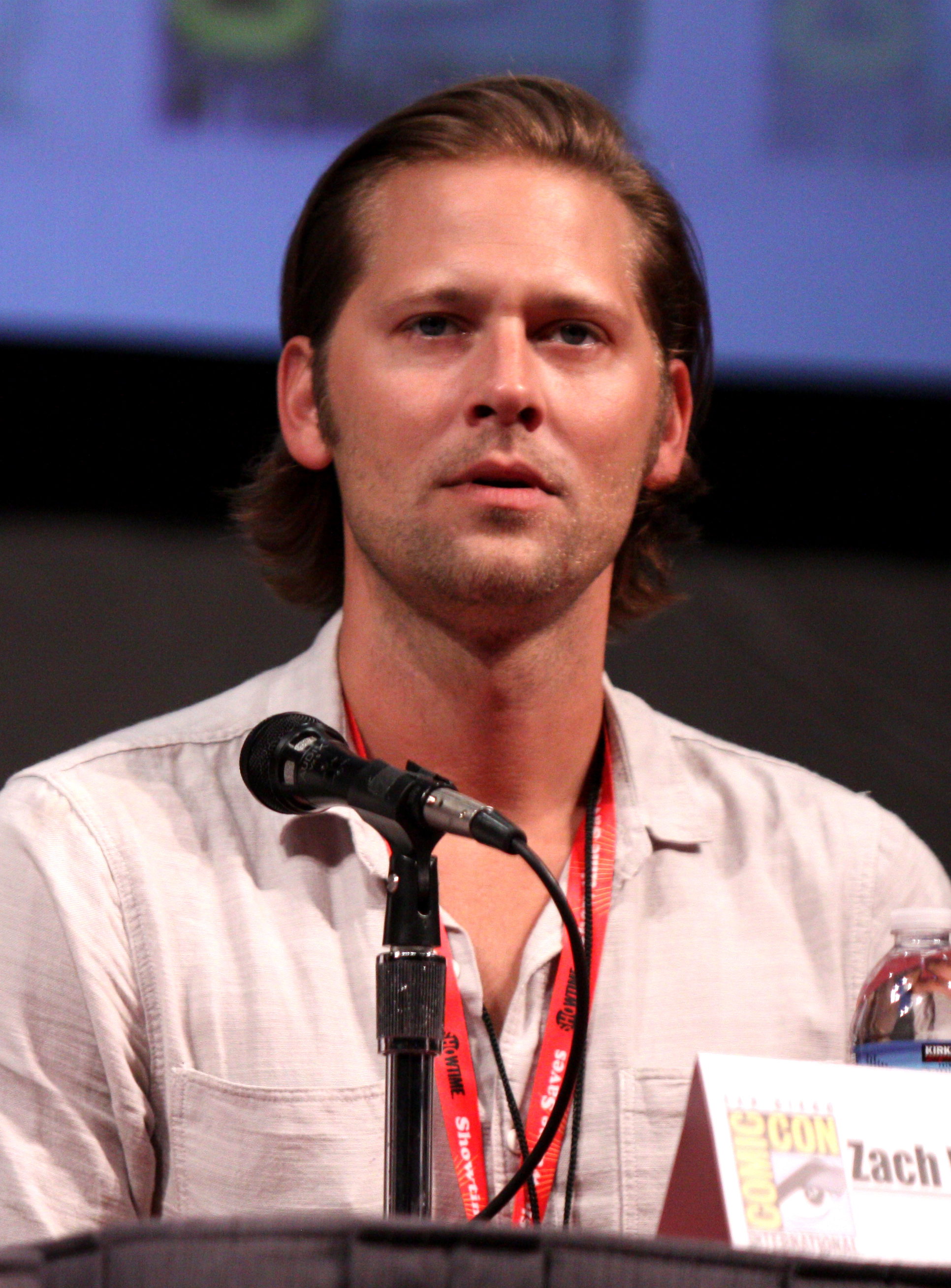
Zach Woodlee chính là biên đạo múa của nhóm từ mùa đầu tiên đến nay.

Glee được biên đạo bởi Zach Woodlee và phần vũ đạo này được xuất hiện từ bốn đến tám bài hát trong một tập phim. Sau khi Murphy đã lựa chọn ca khúc và được P. J. Bloom đăng ký bản quyền, nhà sản xuất Adam Anders sẽ đưa bài hát này đến dàn diễn viên của Glee. Những bài hát này sẽ được thu âm trước bởi các diễn viên, trong khoảng thời giai ấy, Woodlee sẽ chuẩn bị những động tác vũ đạo, sẽ được nhóm tập luyện và ghi hình. Trong khi đó, đội phòng thu sẽ phối lại những ca khúc mà nhóm đã thực hiện. Những công việc này được thực hiện từ sáu đến tám tuần trước khi họ quay một tập phim mới. Mỗi tập phim thường tốn 3 triệu đô-la để sản xuất, và phải cần đến 10 ngày tùy theo kết quả của việc tập luyện vũ đạo bởi các diễn viên. Cuối năm 2010, Bloom đã chia sẻ rằng thời gian sản xuất một tập phim nay đã ngắn hơn rất nhiều; "nếu nhanh nhất thì chỉ gồm vài tuần". Đến mùa hai, nhà sáng lập của sê-ri thường xuyên nghe thử ca khúc sắp trình diễn nhưng vẫn xin phép bản quyền từ nghệ sĩ gốc cũng như hãng thu của họ như mùa trước. Ngược lại, các ca khúc nay được sản xuất trong khoảng thời gian chưa xin phép bản quyền của nghệ sĩ giúp tăng tốc việc sản xuất các tập phim mới của Glee.

### Quảng bá

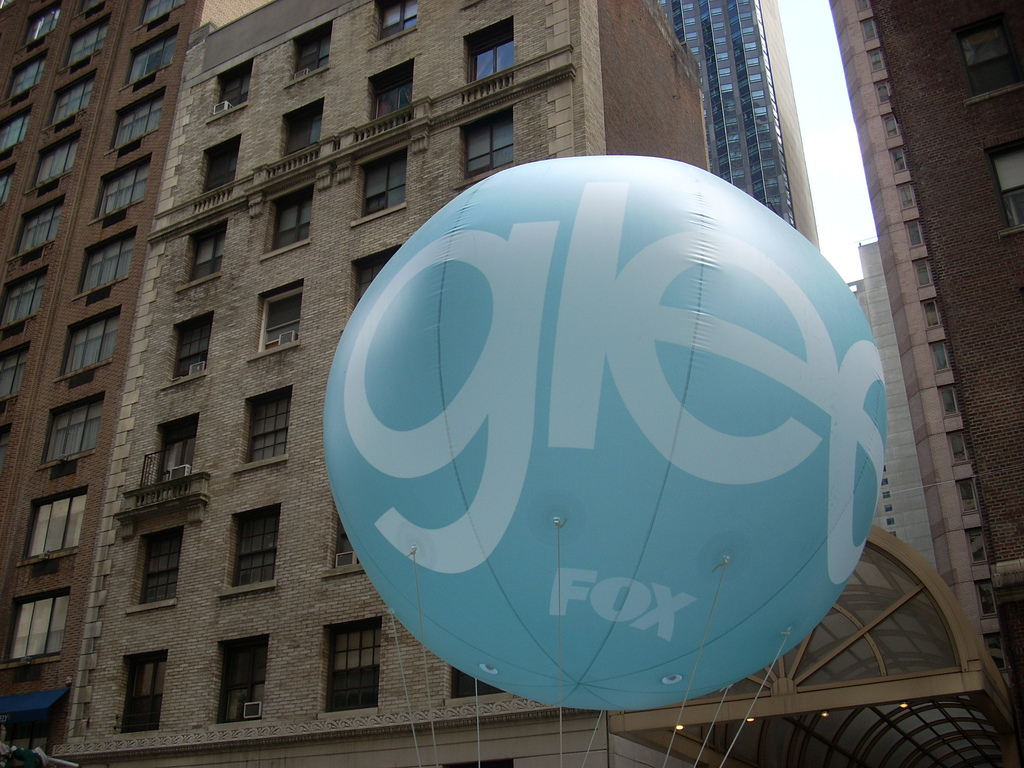
Một quả bóng quảng bá cho Glee tại thành phố New York.

Trong khoảng thời gian chuẩn bị phát sóng tập thứ hai, dàn diễn viên của Glee đã thực hiện tour lưu diễn của mình tại một vài cửa hàng Hot Topic khắp quốc gia. Nhóm đồng thời cũng đã trình bày ca khúc quốc ca chính thức của Hoa Kỳ tại trận đấu thứ ba của 2009 World Series. Dàn diễn viên của bộ phim đã được Macy's mời tới biểu diễn tại Lễ diễu hành Ngày lễ Tạ ơn của Macy's năm 2009, nhưng đơn vị tổ chức phát sóng NBC đã phản đối vì Glee trình chiếu trên mạng lưới truyền hình đối thủ của họ. Ryan Murphy đã nhận xét: "Tôi hoàn toàn hiểu vị trí của NBC, và trông chờ để nhìn thấy một chiếc xe diễu hành của Jay Leno".
Sau thành công của chương trình, nhóm sau đó cũng đã thực hiện một tour diễn sau khi kết thúc mùa một của bộ phim mang tên, Glee Live! In Concert!, tại Phoenix, Chicago, Los Angeles và New York. Ngoài ra, nhóm cũng đã thực hiện một bản thu lại của "Last Christmas", trình bày gốc bởi Wham!, bản thu này sau đó đã được phát hành dưới dạng đĩa đơn cuối năm 2009 nhưng cho đến ngày 10 tháng 12 năm 2010, ca khúc mới được xuất hiện trong tập phim "A Very Glee Christmas" của sê-ri. Matthew Morrison, Jane Lynch, Lea Michele, Cory Monteith và Chris Colfer sau đó đã thủ vai Will, Sue, Rachel, Finn và Kurt trong một tập phim của The Cleveland Show, phát sóng vào ngày 16 tháng 1 năm 2011 nhưng với tư cách là nhân vật khách mời. Lea Michele, Cory Monteith và Amber Riley lại tiếp tục xuất hiện với vai những đứa trẻ vui cắm trại trong tập phim mùa thứ 22, Elementary School Musical của The Simpsons.
Jane Lynch, Chris Colfer, Cory Monteith, và Amber Riley cũng đã xuất hiện tại lễ trao giải MTV Video Music Awards 2010 vào ngày 12 tháng 9 năm 2010. Trong số báo tháng 11 của tạp chí GQ, ba diễn viên là Agron, Michele và Monteith đã thực hiện một bộ ảnh mang tính "khích dục" và đã nhận khá nhiều sự chỉ trích từ Parents Television Council (PTC). Chủ tịch của hội PTC, Tim Winter cho rằng Glee có rất nhiều người hâm mộ trẻ tuổi, và "sự xuất hiện khiêu dâm này đã khiến chương trình thu hút theo một chiều hướng xấu. Và điều này sẽ có tác hại đến những gia đình đang theo dõi bộ phim."
Những tấm ảnh áp phích quảng bá của mùa một khá đặc biệt khi mỗi diễn viên của bộ phim đều xuất hiện cùng bàn tay giờ lên chữ "L" (viết tắt cho "loser"; tạm dịch: "kẻ thua cuộc") trên trán và thay thế bằng chữ L trong Glee. Đến mùa hai, áp phích của bộ phim có vài thay đổi khi đồng loạt các diễn viên đều đổ loại thức uống đá dầm (slushies) vào camera. Ngoài ra, họ còn thực hiện tour lưu diễn của mình là Glee Live! In Concert!, bắt đầu vào ngày 15 tháng 5 năm 2010 với bốn thành phố lớn tại Mỹ mỗi tháng. Nhóm cũng đã thực hiện phiên bản thứ hai cùng một danh sách ca khúc mới kèm theo bốn tuần tại Mỹ và Canada từ 21 tháng 5 đến 18 tháng 6 năm 2011, và 12 ngày tại Anh và Ireland, từ 22 tháng 6 đến 3 tháng 7 năm 2011. Đặc biệt, nhóm đồng thời cũng đã trình diễn tại mùa 7 của chương trình The X Factor vào ngày 5 tháng 12 năm 2010.

## Phát sóng

Một đoạn quảng cáo của Glee trên kênh STAR World tại Đông Nam Á

Mùa đầu tiên của Glee gồm 22 tập phim. Tập thí điểm được phát sóng vào ngày 19 tháng 5 năm 2009. Sê-ri sau đó đã trở lại vào ngày 9 tháng 9 năm 2009, và được trình chiếu vào thứ Tư ở khung giờ 9 giờ tối cho đến ngày 9 tháng 12 năm 2009 với tổng cộng 13 tập phim. Ngày 21 tháng 9 năm 2009, 9 tập phim nữa đã được kênh Fox yêu cầu, tập đầu tiên trong 9 tập này được phát sóng đầu tiên vào ngày 13 tháng 5 năm 2010 nhưng lại được trình chiếu vào thứ Ba vào lúc 9 giờ tối. Ngày 11 tháng 1 năm 2010, đoàn làm phim đã thông báo rằng Fox đã chấp thuận việc thực hiện mùa phim thứ hai. Mùa thứ hai của loạt phim bắt đầu bấm máy vào tháng 6 năm 2010. Mùa phim bắt đầu lên sóng vào ngày 21 tháng 9 năm 2010, vào lúc 8 giờ tối vào thứ Ba với 22 tập phim. Chương trình được Fox chọn lựa để lấp đầy suất chiếu khung giờ Vàng của kênh này sau trận Siêu Cúp XLV vào năm 2011, nhưng kế đến, kênh dự tính dời lịch chiếu bộ phim lên khung 9 giờ tối thứ Tư sau khi kết thúc Super Bowl. Tuy nhiên, sê-ri được sắp lịch lại và lên sóng vào hai ngày liên tiếp là thứ Tư và thứ Năm. Mùa ba của bộ phim được kênh Fox dự kiến phát sóng vào ngày 23 tháng 5 năm 2010. Chương trình đã cho phép đội sản xuất cắt những chi phí không cần thiết và tập trung vào khâu kịch bản. Mùa 3 tiếp tục trình chiếu vào lúc 8 giờ tối thứ Ba trên kênh Fox và bắt đầu lên sóng vào ngày 20 tháng 9 năm 2011. Mùa 4 của phim đã phải thay đổi cả lịch giờ và ngày phát sóng: chuyển lên suất chiếu lúc 9 giờ tối và phát sóng sau khi khép lại các chương trình ca nhạc chiếu vào lúc 8 giờ tối – The X Factor vào mùa thu và American Idol ở thời điểm giữa mùa. Sê-ri được duyệt sản xuất mùa thứ 5 và 6 cùng một lúc vào ngày 19 tháng 4 năm 2013. Chương trình còn được tái phát sóng trên các nhà đài địa phương của Mỹ từ 2013 đến 2015.
Glee đã có mặt trên các kênh sóng ở nhiều quốc gia trên toàn thế giới như Úc – nơi dàn diễn viên của phim ghé thăm để quảng bá cho chương trình trước khi ra mắt vào tháng 9 năm 2009 trên kênh Network Ten). Ở giữa mùa 4, Glee được chuyển qua kênh kĩ thuật số Eleven của Network Ten vì có lượng rating thấp. Phim còn lên sóng tại Canada trên kênh City và trước đó là kênh Global tại New Zealand, Fiji, và Trinidad and Tobago. Bộ phim đã có mặt tại Nam Phi, nơi Fox gửi các tập phim trực tiếp cho trạm phát trung tâm M-Net tại Johannesburg để trình chiếu thay vì phát trên băng đĩa. Các quốc gia châu Á nhận phát sóng Glee gồm có Bangladesh, Philippines, Ấn Độ, Malaysia, và Singapore.

### Tranh chấp về thương hiệu tại Anh Quốc
Tại Anh Quốc, kênh E4 đã cho phát sóng 2 mùa phim đầu tiên của Glee, trình chiếu các tập phim nhiều tháng sau khi chúng có mặt tại Mỹ. Nhà đài Sky 1 nhận phát sóng sê-ri bắt đầu từ mùa 3 và trình chiếu các tập phim hai ngày sau khi chúng ra mắt tại Mỹ. Tuy nhiên, chương trình đã vướng vào cuộc tranh chấp về thương hiệu tại Anh với The Glee Club, một chuỗi nhỏ các tụ điểm hài kịch độc thoại và biểu diễn nhạc sống độc lập. Tháng 2 năm 2014, một Tòa án tối cao ra phán quyết rằng chương trình "đã làm hoen ố và bôi nhọ" danh tiếng của chuỗi câu lạc bộ hài kịch kia. Trong một phán quyết khác được đưa ra sau đó vào tháng 7 năm 2014, Tòa án tối cao yêu cầu Fox phải sử dụng một tựa khác cho chương trình tại Anh vì "có thể gây nhầm lẫn" giữa hai thương hiệu. Tháng 2 năm 2016, Fox bị bác đơn kháng cáo chống lại quyết định trên.

## Phụ phẩm

Album nhạc phim Glee: The Music, Volume 6, phần thứ sáu trong loạt album của bộ phim và đồng thời cũng chính là sản phẩm mới nhất của họ.

Ba album nhạc phim của mùa thứ nhất gồm: Glee: The Music, Volume 1, Glee: The Music, Volume 2 và Glee: The Music, Volume 3 Showstoppers. Hai đĩa mở rộng gồm những bài hát từ những tập phim đặc biệt "The Power of Madonna" và "Journey to Regionals" là: Glee: The Music, The Power of Madonna và Glee: The Music, Journey to Regionals respectively. Glee: The Music, The Complete Season One, chính là album tuyển tập của mùa 1 gồm 100 bản thu âm đã được thu trong mùa này, album đã được bán độc quyền trên iTunes Store. Năm album nhạc phim sau đó cũng đã được phát hành trong mùa 2 gồm: Glee: The Music, The Christmas Album, kèm theo những ca khúc với chủ đề Giáng Sinh, và Glee: The Music, Volume 4, đều được phát hành vào tháng 11 năm 2010; Glee: The Music, Volume 5, Glee: The Music Presents the Warblers, và Glee: The Music, Volume 6 đều được phát hành năm 2011, vào tháng 3, tháng 4 và tháng 5. Một đĩa EP cũng được phát hành với tựa Glee: The Music, The Rocky Horror Glee Show nhằm quảng bá cho tập phim nhân dịp Halloween, "The Rocky Horror Glee Show". Còn 2 đĩa EP nữa được phát hành độc quyền tại chuỗi bán lẻ Target: Glee: The Music, Love Songs vào tuần cuối năm 2010 và Glee: The Music, Dance Party vào đầu tháng 9 năm 2011.
Glee sau đó cũng đã phát hành một vài bộ đĩa DVD và Blu-ray. Glee – Pilot Episode: Director's Cut chính là một DVD được phát hành kèm theo tập đầu tiên và một trích đoạn của tập phim thứ hai, "Showmance". Glee – Volume 1: Road to Sectionals gồm tổng cộng 30 tập phim đầu tiên của mùa 1, và Glee – Volume 2: Road to Regionals gồm chín tập phim cuối cùng của mùa 1. Glee – The Complete First Season được phát hành vào ngày 13 tháng 9 năm 2010 cùng tất cả các tập phim của mùa 1. Glee Season 2: Volume 1 sau đó cũng đã được phát hành.
Hãng Little, Brown Books đã có ý định xuất bản năm tiểu thuyết thanh niên về câu chuyện của Glee, được kết hợp giữa nhà sản xuất của chương trình và nhà văn. Ba quyển tiểu thuyết đầu tiên đã được phát hành vào viết bởi Sophia Lowell; quyển đầu tiên, Glee: The Beginning, được phát hành vào tháng 8 năm 2010 tại những địa điểm quảng bá của sê-ri phim. Tiểu thuyết tiếp theo là Glee: Foreign Exchange, phát hành vào tháng 2 năm 2011, và Glee: Summer Break, phát hành vào tháng 7 năm 2011. Sau khi phát hành xong sê-ri tiểu thuyết này, hãng đã thực hiện kế hoạch xuất bản tự truyện của nhân vật Sue Sylvester trong mùa phim thứ hai; Murphy đồng thời cũng có ý định phát hành quyển tự truyện này và sẽ được Lynch đi tour khắp thế giới với tư cách là Sue để quảng bá quyển tự truyện này. Tuy nhiên, việc phát hành sách này đã không hề được nhắc đến trong chương trình vào mùa hai và không hề được lên lịch để quảng bá trước công chúng.
Twentieth Century Fox Consumer Products đã cho phát hành một chuỗi phụ phẩm mang thương hiệu Glee đi kèm gồm trò chơi, sản phẩm điện tử, thiệp, hàng may mặc và văn phòng phẩm. Ngoài ra, các cửa hàng của Macy's còn cho ra mắt dòng thời trang Glee còn Claire's thì ra mắt dòng thời trang riêng cho bộ phim. Halfbrick Studios đã cho ra đời một tựa game điện thoại với nội dung về Glee lấy tên là Band Stars, do Six Foot Kid phát hành  hợp tác với Fox Digital Entertainment vào ngày 27 tháng 3 năm 2014.

## Đón nhận
| Mùa phim | Mùa phim    | Nielsen ratings                                     | Nielsen ratings                                      | Nielsen ratings                                                        | Nielsen ratings | Nielsen ratings            | Đánh giá chuyên môn   | Đánh giá chuyên môn |
| Mùa phim | Mùa phim    | Tổng lượng người xem tập đầu mùa (theo triệu người) | Tổng lượng người xem tập cuối mùa (theo triệu người) | Tổng lượt người xem trung bình của mùa, tính cả DVR (theo triệu người) | Xếp hạng        | Chỉ số rating 18–49 (hạng) | Rotten Tomatoes       | Metacritic          |
| -------- | ----------- | --------------------------------------------------- | ---------------------------------------------------- | ---------------------------------------------------------------------- | --------------- | -------------------------- | --------------------- | ------------------- |
|          | 1 (2009–10) | 9,62                                                | 10,92                                                | 9,77                                                                   | 33              | 4,3/11 (15)                | 88% (49 bài đánh giá) | 78 (19 đánh giá)    |
|          | 2 (2010–11) | 12,45                                               | 11,80                                                | 10,11                                                                  | 43              | 6,0 (43)                   | 79% (29 bài đánh giá) | 76 (11 đánh giá)    |
|          | 3 (2011–12) | 9,21                                                | 7,46                                                 | 8,71                                                                   | 56              | 3,6/10 (25)                | 53% (19 đánh giá)     | N/A                 |
|          | 4 (2012–13) | 7,41                                                | 5,92                                                 | 8,26                                                                   | 50              | 3,3 (25)                   | 65% (23 reviews)      | 73 (6 bài đánh giá) |
|          | 5 (2013–14) | 5,06                                                | 1,87                                                 | 4,57                                                                   | 105             | 2.2 (77)                   | 71% (14 bài đánh giá) | N/A                 |
|          | 6 (2014–15) | 2,34                                                | 2,54                                                 | 3,14                                                                   | 148             | 1,2 (120)                  | 72% (18 bài đánh giá) | N/A                 |

### Tỉ lệ người xem
Tập phim đầu tiên của Glee đã thu hút tổng cộng 9,62 triệu người xem, và 11 tập phim sau đó có số lượng từ 6,10 đến 7,65 triệu người. Tập cuối giữa mùa một của Glee thu hút 8,13 triệu người xem, nhưng đến khi chương trình trở lại vào tháng 4 năm 2010, chương trình đã thu hút khá nhiều khán giả khi 13,66 triệu người đã theo dõi tập phim này. 6 tập tiếp theo của bộ phim trung bình từ 11.49 đến 12,98 triệu người xem, và sau đó rơi xuống 8,99 triệu người trong tập kế chót, "Funk". Dù vậy, trong tập phim cuối mùa 1, lượng người xem bắt đầu tăng vọt lên với 11,07 triệu người xem, giúp Glee trở thành chương trình mới thu hút nhất trong mùa truyền hình 2009-10. Dù vậy, những thống kê của mùa 1 chỉ lấy 20 tập đầu tiên, còn những tập còn lại chủ yếu được tính trung bình thay vì phải đi thăm dò bằng cách truyền thống. Vào ngày 6 tháng 3 năm 2011, sau lễ trao giải Super Bowl, Glee nhận được số lượng người xem cao nhất từ trước đến nay là 26,8 triệu người, trong đó số người theo dõi tập đặc biệt đạt ngưỡng cao nhất là 39,5 triệu người. Năm 2011, Glee tăng 2 triệu USD tiền doanh thu quảng cáo cho mỗi nửa giờ chiếu phim. Năm 2012, chương trình trở thành show truyền hình có mức doanh thu cao thứ 4 trong năm với 2,83 triệu USD cho mỗi nửa giờ phát quảng cáo, chỉ sau Two and a Half Men, The X Factor và American Idol.

### Đánh giá chuyên môn
|  | Biểu đồ hiện đang tạm thời không khả dụng do vấn đề kĩ thuật. |

| Mùa phim | 1  | 2  | 3  | 4  | 5  | 6  |
| Rating   | 88 | 79 | 53 | 65 | 71 | 72 |

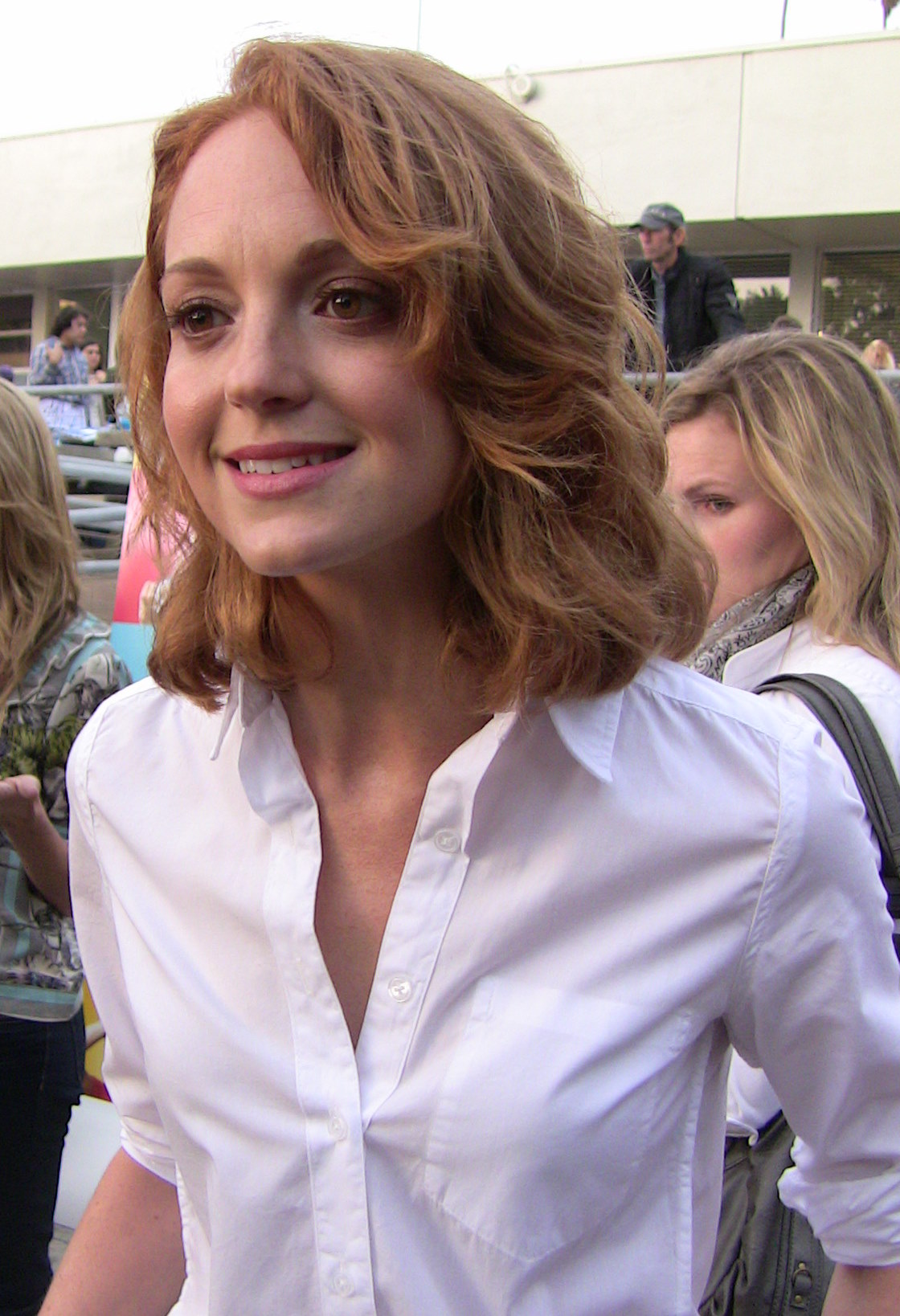
Brian Lowry của Variety cho rằng Jayma Mays thủ vai Emma chính là người "khiêm tốn nhất" trong dàn diễn viên lớn tuổi như "những chú hề thường xuyên pha trò".

Glee nhận được số điểm từ Metacritic là 77 trên một 100 điểm, dựa trên 18 bài đánh giá. Bộ phim nhận được khá nhiều khen ngợi từ các nhà phê bình trong năm 2009. James Poniewozik củaTime liệt kê bộ phim là một trong những chương trình truyền hình xuất sắc nhất trong năm với trí thứ tám, cho rằng: "khi Glee làm việc—mà lúc nào bộ phim cũng vậy-nó thật điêu luyện, mất nhiều nước mắt và cảm động hơn mất cứ thứ gì khác trên TV." Ken Tucker của Entertainment Weekly thì liệt kê bộ phim với vị trí thứ chín, nhận xét: "Hãy vui lên cho chương trình mới nhất của năm, Glee, họ đồng thời đã thu hút sự thành công khá lớn, rất xứng đáng với một bộ phim có nội dung phim hay", Lisa Respers France của CNN đã mở đầu bài đánh giá của Glee với câu "một công thức cho những người thảm họa", và cho rằng chương trình "có một sức hút kỳ lạ và họ có thể tự tin cho rằng bộ phim không thể bị càn quét bởi những thứ khác".

Sau khi phát sóng tập phim "Showmance", hiệp hội Parents Television Council đã cho Glee trở thành 'Chương trình Truyền hình Tệ nhất của Tuần' và cho rằng bộ phim là "một chương trình đầy những nội dung khiêu dâm người lớn và đó chính là sê-ri phim không thể nào phù hợp với thanh thiếu niên." Nancy Gibbs của tạp chí Time cho rằng cô đã từng nghe một mục sư cho rằng bộ phim này đã "chống đối Chúa", và nhận xét: 
Mọi người có thể dễ dàng hiểu được điều ông ấy nói nếu nhìn một cách cụ thể hơn. [...] Những học dối trá, lừa bịp, trộm cắp, thèm muốn tình dục, cho chất gây nghiện vào bánh bông lan nướng để thu được nhiều tiền hơn. Họ đã làm sai gần như Mười điều răn, trong khi đó, những khán giả xem chương trình thì cười đùa với nỗi đau, sự ngu ngốc và sự sỉ nhục của người khác.... Không ai nghĩ rằng khi lũ trẻ của ta xem TV và thấy những nhân vật hành xử tệ bạc thì chúng sẽ bắt chước như vậy. [...] Hơn nữa bộ phim được dựng lên từ một trường trung học, đó chính là một cuộc hành trình không chỉ đi đến đại học và sự nghiệp mà còn chính là bản thân và niềm tin của chúng ta, cái giá của sự nổi tiếng, đây chính là một thỏa hiệp quan trọng mà ta bắt buộc phải thực hiện để có thể làm những gì ta muốn và làm những gì ta cần."
Brian Lowry của Variety đã đánh giá vài tập đầu của sê-ri và khen ngợi dàn diễn viên sáng giá cùng những vấn đề xã hội trong bộ phim. Dù vậy, anh cho rằng dàn diễn viên lớn tuổi của bộ phim như "những chú hề thường xuyên pha trò", trừ vai Emma của Mays, anh cho rằng cô là người "khiêm tốn nhất" trong bộ phim. Anh cũng khen ngợi phần diễn của Colfer và Michele nhưng lại cho rằng những tài năng trong chương trình trở nên lãng phí, "ngớ ngẩn, cường điệu hóa, không đồng đều" và gọi sê-ri này chỉ "nổi được một thời". Nhưng cho đến tập cuối giữa mùa 1 của Glee, Lowry đã cho rằng "bộ phim gợi cho tôi nhớ về những ngày tháng không hề tốt đẹp thời trung học", nhưng "những màn trình diễn sôi động và dàn diễn viên tài năng đã kéo chương trình lên vị trí quán quân trong danh sách TiVo [của anh]" và nói thêm rằng "nếu phim kết thúc, TV sẽ rất khổ sở nếu không có Glee."
Thành công ban đầu của Glee đã thu hút rất nhiều lượng khán giả, John Doyle của tờ Globe & Mail cho rằng chương trình "rất mới mẻ, chủ yếu nhờ vào dàn diễn viên sôi động và trẻ trung". Doyle đồng thời nói thêm những thành công ban đầu của Glee đã làm phai nhòa những nhân vật chính và nội dung phim, khán giả chỉ chú tâm hơn về những vị khách mời nổi tiếng. "Sự vui tươi đã rời bỏ Glee. Bạn phải trau dồi thêm về phần nội dung trong vài tháng trước".

### Sản phẩm âm nhạc
Nhờ những màn trình diễn của dàn diễn viên trong bộ phim đã giúp phần thương mại âm nhạc của Glee trở nên thành công khi hơn 21 triệu đĩa đơn trực tuyến đã được tiêu thụ cùng 9 triệu album cũng đã được bán toàn thế giới. Năm 2009, Glee đã có tổng cộng 25 đĩa đơn xuất hiện trên bảng xếp hạng Billboard Hot 100, gần bằng con số 31 ca khúc của nhóm The Beatles vào năm 1964; năm 2010, bộ phim đã có 80 đĩa đơn trên bảng xếp hạng Billboard Hot 100, thành công hơn cả những ca khúc năm trước của bộ phim. Vào tháng 2 năm 2011, Glee đã đánh bại Elvis Presley với danh hiệu nghệ sĩ có nhiều bài hát xuất hiện trên bảng xếp hạng Billboard Hot 100 nhất, với trung bình một hay bốn đĩa đơn của bộ phim xuất hiện hơn một tuần. Đĩa đơn của nhóm, "Don't Stop Believin'" đã được chứng nhận đĩa Vàng vào ngày 13 tháng 10 năm 2009 với hơn 500,000 bản kỹ thuật số đã được tiêu thụ, tiếp đó vào ngày 16 tháng 3 năm 2011, đĩa đơn tiếp tục nhận được đĩa Bạch kim khi hơn 1 triệu bản đã tiếp tục được tiêu thụ. Những bài hát được trình diễn lại của bộ phim nhận được nhiều tiếp nhận tích cực như bản thu lại của "Take a Bow", trình diễn gốc bởi Rihanna, đã giúp tập phim thứ hai "Showmance" tăng lên 189% lượng người xem tính riêng tại Mỹ.
Dù vậy, vẫn còn một số bài hát của sê-ri không nhận được nhiều đánh giá cao, như Jon Dolan của Rolling Stone cho rằng Matthew Morrison "không thể rap với giọng hát kiểu 98 Degrees của anh" và Andrew Leahey từ Allmusic thì cho rằng Cory Monteith và Dianna Agron "còn hát tệ hơn cả những diễn viên phụ". Joal Ryan của E! Online chỉ trích việc bộ phim "sử dụng quá nhiều kỹ thuật trong nhạc phim" khi cho rằng nhiều ca khúc lạm dụng kỹ thuật Auto-Tune, nhận xét: "Dù trong những giây phút ngắn khi Lea Michele hát thật và khiến tôi cảm giác rất dễ thương trong "What a Girl Wants," hay Monteith hát dưới vòi hoa sen bài hát của REO Speedwagon. Nhưng họ còn chính là những người xuất hiện trong phiên bản Cher thập niên 1990 của "No Air," hay chiếc máy Monteith XRZ-200 trong phiên bản ra-khỏi-phòng-tắm của "Can't Fight This Feeling".
Trong khi thực hiện mùa phim thứ hai, Rob Sheffield của Rolling Stone khen ngợi hai tập phim thuộc chủ đề Britney Spears và Rocky Horror cũng như sự lựa chọn chuẩn xác của họ. Anh khen ngợi Murphy bởi những lựa chọn ca khúc, cho rằng anh đã hồi sinh những ca khúc nhạc pop "bị lãng quên" và so sánh chương trình với "thời hoàng kim của MTV" trong tư cách là một khán giả của văn hóa đại chúng.
Một vài nghệ sĩ như Slash, Kings of Leon, Red Hot Chili Peppers và Foo Fighters đã từ chối việc sử dụng ca khúc của mình trong phim và khiến nhà đồng giám chế Ryan Murphy khá tức giận vì quyết định của họ và anh thường xuyên tấn công những nghệ sĩ này trên các phương tiện truyền thông. Một bản cover bài "Baby Got Back" của Sir Mix-a-Lot trong tập "Sadie Hawkins" ở mũa đã bị chỉ trích dữ dội vì bắt chước trắng trợn màn thể hiện bài hát của Jonathan Coulton mà không có sự cho phép của anh cũng không ghi công anh sáng tác. Các nghệ sĩ khác đã ra những cáo buộc đạo tác phẩm như một hệ quả của vụ việc trên. Nhạc sĩ Prince được cho là đã không cho phép Glee cover bài hit "Kiss" của ông trước các nhà sản xuất tiến hành ghi hình màn biểu diễn bản cover đó.

### Hâm mộ
Những người hâm mộ của Glee đã được bộ phim gọi bằng tên là "gleek", sự kết hợp giữa từ "glee" và "geek" (tạm dịch: kẻ quái gở). Fox sau đó đã tổ chức cuộc thi "Người GLEEK nhất", kêu gọi những người hâm mộ tham gia vào những chủ đề liên quan đến bộ phim trên những trang mạng xã hội như Facebook và MySpace hay tham gia vào những chiến dịch quảng bá của chương trình ngoài đường phố. Tour lưu diễn của nhóm tại Hot Topic cũng được đặt tên là "The Gleek Tour". Glee sau đó đã trở thành một trong những chương trình truyền hình được tweet nhiều nhất trên Twitter. Glee là một trong những show truyền hình được tweet nhiều nhất. Năm 2011, tác phẩm đứng top phim truyền hình được nhiều người đến nhất (trending). Trên IMDb, Glee xếp hạng 7 trong số phim truyền hình có thứ hạng cao nhất giai đoạn 2002–2012. "Gleek" sau đó cũng đã tái tạo nhiều màn trình diễn của bộ phim và đăng tải lên YouTube. Cũng chính vì làn sóng này mà nhà sản xuất đã quyết định cho thêm vài ca khúc không lời trong những album nhạc phim của Glee.
Ngoài ra, những người hâm mộ Glee đồng thời cũng ghép tên của những cặp đôi mà yêu thích trong phim, tương tự như "Finchel" cho Finn và Rachel, "Klaine" cho Kurt và Blaine, và "Brittana" cho Brittany và Santana. Việc ghép tên này đồng thời cũng được sử dụng trong một vài tập phim của mùa hai, đáng chú ý nhất là "Furt", tên của tập phim này đồng thời cũng là tên ghép của hai anh em Finn và Kurt, cùng tập "Rumours".

### Giải thưởng

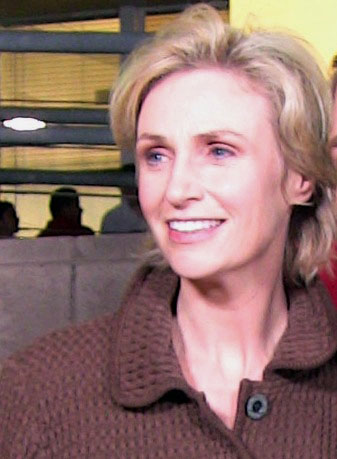
Lynch đã nhận được tổng cộng 18 đề cử khác nhau (8 lần chiến thắng), người thắng nhiều giải nhất trong dàn diễn viên của bộ phim.

Glee nhận được rất nhiều giải thưởng và đề cử. Năm 2009, bộ phim đã thắng 5 giải Satellite, gồm: "Phim truyền hình hài kịch/nhạc kịch hay nhất", "Nam diễn viên xuất sắc nhất" và "Nữ diễn viên trong phim truyền hình hài kịch hoặc nhạc kịch xuất sắc nhất" cho Morrison và Michele, cùng hai hạng mục "Nữ diễn viên phụ xuất sắc nhất" cho Lynch và "Giải đặc biệt cho ngôi sao khách mời xuất sắc" cho Kristin Chenoweth. Năm 2010, chương trình đã đoạt một giải Quả Cầu Vàng cho "Phim truyền hình hài hoặc ca nhạc hay nhất". Cả Morrison, Michele và Lynch đều nhận được đề cử cho diễn xuất của họ. Sê-ri sau đó đã tiếp tục thắng hai giải của Nghiệp đoàn biên kịch Mỹ ở các hạng mục "Phim truyền hình hài" và "Phim truyền hình mới". Phim còn thắng giải Peabody Award vào năm 2009. Dàn diễn viên của Glee đã cùng đoạt giải "Dàn diễn viên chính trong phim hài xuất sắc" tại lễ trao giải SAG lần thứ 16. Bên cạnh đó, Paris Barclay và Murphy cũng nhận được đề cử ở hạng mục "Chỉ đạo phim truyền hình hài xuất sắc nhất" tại lễ trao giải Nghiệp đoàn đạo diễn Mỹ. Vào tháng 7 năm 2010, Glee đã nhận được 19 đề cử Giải Emmy, trong đó gồm các hạng mục "Phim truyền hình hài xuất sắc", "Nam diễn viên chính phim truyền hình hài xuất sắc" cho Morrison và "Nữ diễn viên chính phim truyền hình hài xuất sắc" cho Michele; kết quả là bộ phim thu về tới 4 giải Emmy, gồm "Nữ diễn viên phụ phim truyền hình hài xuất sắc" cho Lynch và "Nam diễn viên khách mời phim truyền hình hài xuất sắc" cho Neil Patrick Harris. Paris Barclay cũng nhận một đề cử Primetime Emmy cho "Chỉ đạo phim truyền hình hài xuất sắc" vào năm 2010 nhờ phần chỉ đạo tập "Wheels".
Ngày 16 tháng 1 năm 2011, bộ phim đã tiếp tục chiến thắng một giải Quả Cầu Vàng cho "Phim truyền hình hài hoặc ca nhạc xuất sắc nhất", còn Lynch và Colfer cũng đều thắng hạng mục "Nữ diễn viên phụ xuất sắc nhất" và "Nam diễn viên phụ phim truyền hình, sê-ri ngắn tập hoặc điện ảnh truyền hình xuất sắc nhất". Vào tháng 7 năm 2011, Glee đã nhận được 12 đề cử giải Emmy và thắng 2 giải: Gwyneth Paltrow được vinh danh giải "Nữ diễn viên khách mời phim truyền hình xuất sắc nhất" nhờ màn hóa thân Holly Holliday của cô, cùng với đó tác phẩm còn đoạt giải "Dàn diễn phim truyền hình hài xuất sắc nhất". Dàn diễn viên của Glee còn được mời đến Nhà Trắng để trình diễn trước phu nhân Michelle Obama vào tháng 4 năm 2010 cho lễ hội thường niên Lăn Trứng Phục Sinh.

## Phim điện ảnh
Glee: The 3D Concert Movie, là một bộ phim trình diễn chủ yếu gồm những cảnh quay từ bốn tuần lưu diễn của nhóm tại Bắc Mỹ trong khuôn khổ của tour lưu diễn Glee Live! In Concert! năm 2011 cùng những màn trình diễn của dàn diễn viên học sinh và những thước phim hậu trường kèm theo. Bộ phim đã được phát hành vào ngày 12 tháng 8 năm 2011 tại Mỹ nhưng chỉ giới hạn trong hai tuần trình chiếu. Phim được Kevin Tancharoen đảm nhiệm vai trò đạo diễn.

## Phương tiện truyền thông liên quan

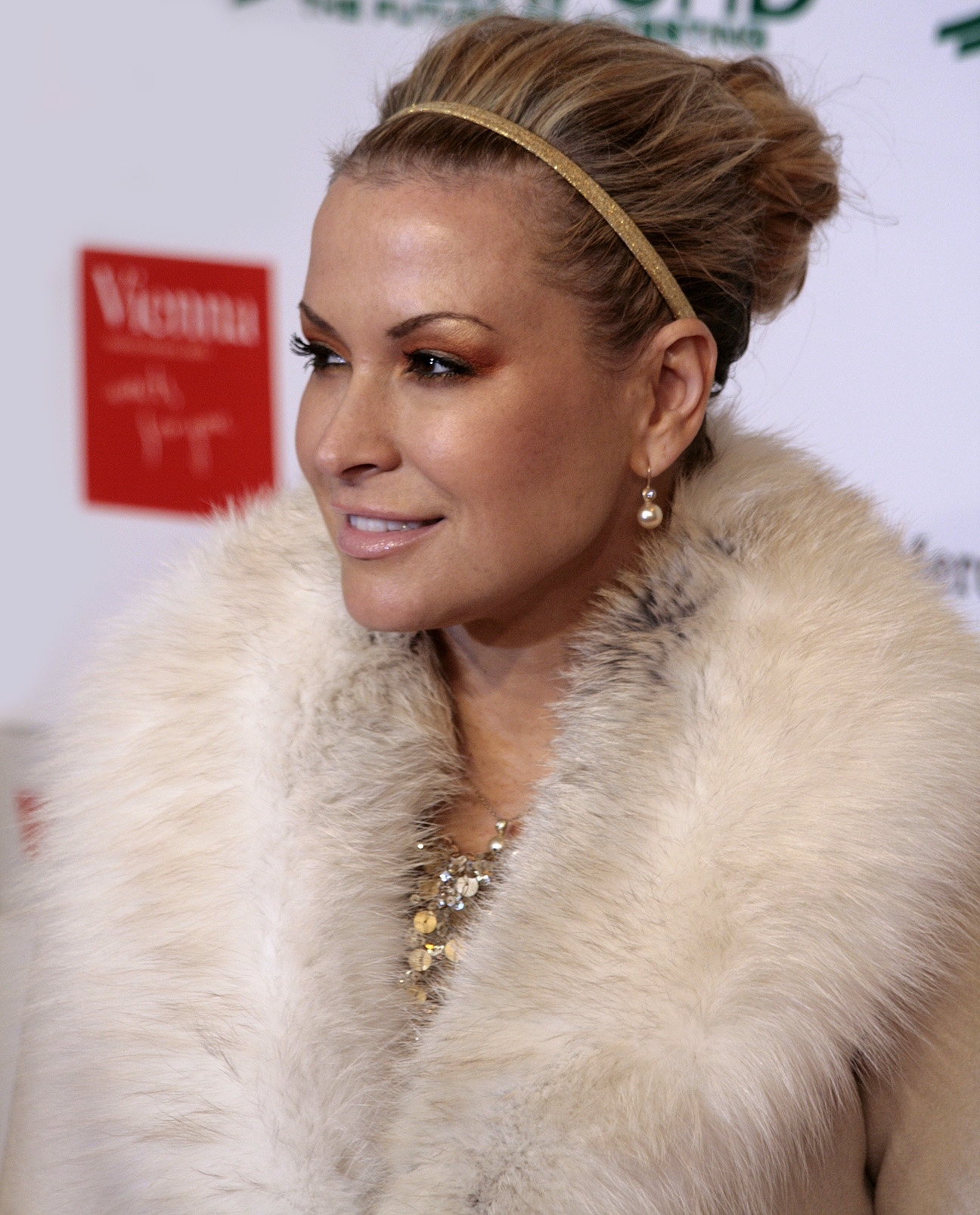
Ca sĩ Anastacia tại lễ trao giải Women's World Award năm 2009, là một trong những ban giám khảo của chương trình Don't Stop Believing.

Vào tháng 1 năm 2010, bộ phim đã thông báo rằng họ sẽ tổ chức một buổi tuyển chọn diễn viên cho ba vai diễn mới trong mùa 2 của Glee. Họ sẽ tuyển chọn những diễn viên có kinh nghiệm từ 16 đến 26 tuổi, người chiến thắng sẽ xuất hiện trong bộ phim tài liệu hai phần và sẽ dẫn đầu bộ phim vào mùa thu 2010 trong tập phim đầu tiên. Murphy nhận xét rằng: "Mọi người nay đã có được cơ hội để trở thành một phần trong chương trình về những tài năng bị bỏ mặc. Chúng tôi muốn trở thành những người đầu tiên tương tác với chủ đề nhạc-hài kịch trên truyền hình." Vào ngày 22 tháng 6, Josef Adalian của tạp chí New York đã tiết lộ rằng chương trình thực tế này sẽ không được thực hiện vì Murphy chỉ muốn tập trung vào sêri chính, anh sợ rằng chương trình này sẽ phá hoại sự nghiệp của Glee. Nhưng Adalian cũng đã thông báo rằng đội sản xuất vẫn sẽ chọn một vài người chiến thắng và họ sẽ xuất hiện trong Glee ít nhất một tập phim. Vào tháng 6 năm 2010, bộ phim đã thông báo rằng kênh Oxygen sẽ thực hiện một chương trình thực tế và được phát sóng vào tháng 6 năm 2011, chủ yếu xoay quanh về những màn trình diễn được trình bày do các thí sinh và một trong số họ sẽ trở thành người xuất hiện trong Glee.
Vào ngày 7 tháng 6 năm 2010, hãng truyền hình Anh Channel 4 đã thực hiện chương trình Gleeful: The Real Show Choirs of America, được phát sóng trên kênh E4. Bộ phim tài liệu này chủ yếu khám phá cuộc sống của một nhóm hát lấy cảm hứng từ Glee. Dẫn chương trình bởi Nick Grimshaw, chương trình đã tiết lộ những thước phim đời thật của những nhóm hát tại Mỹ, đồng thời, tiết lộ thêm về những hình ảnh của các ngôi sao khi họ từng là thành viên của nhóm hát khi học trung học như Lance Bass, Ashton Kutcher, Blake Lively và Anne Hathaway. Chương trình được chọn lọc bởi khán giả của The Guardian, cùng nhận xét: "nhóm New Directions thật lôi cuốn trong đời thật, tôi tin nhóm sẽ rất nổi tiếng và sẽ trở thành những người vô địch của truyền hình." Nhà báo Lucy Mangan nhận xét về bộ phim tài liệu này khá tích cực khi cho rằng: "Nó sẽ bằng một hoặc nhiều cách làm cho trái tim của bạn bùng nổ", và nói thêm: "Glee hóa ra không phải là sự vẻ vang ngớ ngẩn, hay đánh bóng bằng cách trốn thoát khỏi xã hội. Nó chính là cinéma vérité (tạm dịch: điện ảnh thực sự)." Chương trình sau đó đã nhận được số lượng người xem là 411,000 cùng 2.3% khán giả chia sẻ.
Vào hè 2010, kênh Channel 5 tại Anh đã phát sóng chương trình Don't Stop Believing, một cuộc thi tài năng được lấy cảm hứng từ bộ phim. Chương trình này gồm những màn trình diễn trực tiếp của nhiều đội thí sinh khác nhau mỗi tuần, nhóm có số điểm bầu chọn cao nhất từ khán giả sẽ là người chiến thắng. Ngoài ra, những ca sĩ solo nghiệp dư của Anh cũng sẽ được tìm kiếm bởi chương trình và họ sẽ tham gia vào một nhóm bất kỳ, cũng như giành được cơ hội chiến thắng cùng nhóm thi của họ. Chủ tịch của kênh 5, Richard Woolfe phát biểu: "Đang có hiện tượng bùng nổ của những tiết mục trình diễn nhạc kịch và Don't Stop Believing sẽ giúp nó trở thành một hiện tượng bùng cháy hơn nữa." Cuộc thi được Emma Bunton dẫn chương trình, người đã chia sẻ với tờ The Belfast Telegraph rằng cô "rất hâm mộ" Glee. Ngoài ra, Don't Stop Believing gồm bốn vị ban giám khảo gồm nữ diễn viên Tamsin Outhwaite, từng xuất hiện trong EastEnders; thành viên của nhóm Blue, Duncan James; ca sĩ Anastacia và biên đạo múa của High School Musical, Charles "Chucky" Klapow.